# 商洛中学
33°52′45″N 109°56′17″E / 33.879148°N 109.938185°E
商洛中学是中华人民共和国陕西省商洛市的一所普通高中示范性学校。

## 沿革
明朝嘉靖年间，“商山书院”建立，它是商洛中学的前身。
1901年（清朝光绪二十七年），商州知州尹昌龄扩建“商州中学堂”，它是陕西省第一所近代中学，于右任、李仪祉曾执教于此。
1936年，中华民国国民政府确认其为省立中学。
1951年6月，陕西省人民政府指认商洛中学为全省8所重点中学之一。
2011年6月，陕西省教育厅确认其为陕西省普通高中示范学校。
2013年，陕西慈善协会批准、商洛慈善协会批准，加入“衣恋阳光助学项目”。
2015年，根据省教育厅文件要求停止招收“ 三限生”。6月份后与北京大学老教授协会“基础教育研究与发展中心”合作办学，启动“优秀创新人才培养项目”，创建“北大班”。

## 文化
- 校训：天行健，君子以自强不息。地势坤，君子以厚德载物。[2]

## 建筑
弘德楼、励志楼、崇文楼、笃行楼、爱知楼